# Завод хімії хлору в Гіпускоа
Завод хімії хлору в Гіпускоа — виробничий майданчик хімічного спрямування на півночі Іспанії.
Виробничий майданчик компанії Electroquimica da Hernani започаткований у 1948 році. В основі його діяльності лежить електроліз хлориду натрію, що дозволяє продукувати хлор, каустичну соду та водень. Крім того, як похідні продукти випускають соляну кислоту, гіпохлорит натрію, хлорат натрію (з 1986-го) та трихлорізоціанурову кислоту (з 2017-го).
У 2002 році завод першим в Іспанії перейшов з екологічно шкідливого ртутного методу електролізу на мембранний.
Станом на кінець 1990-х річна потужність майданчика по хлору становила 10 тисяч тонн. Після запуску нової мембранної технології повідомлялось про потужність у 15 тисяч тонн, а станом на середину 2020-х цей показник становить 30 тисяч тонн.
Наявність на майданчику хлору дозволила вже у 1951-му узятись за продукування мономеру вінілхлориду з подальшою полімеризацією у полівінілхлорид (ПВХ). На запуску в Гіпускоа виробляли лише 1 тону ПВХ на добу, наразі ж потужність по цьому напрямку становит 45 тисяч тонн на рік – втім, не пізніше 1990-го виробництво ПВХ відокремилось від хлорного майданчику (спершу воно належало французькій компанії Atofina, що в подальшому поступилась ним так само французькій KemOne). Також варто відзначити, що тепер виробництво ПВХ в Гіпускоа споживає привозний мономер вінілхлориду (якщо в 1950-ті роки превалюючим методом отримання мономеру була реакція хлорводню з ацетиленом, то в подальшому її витіснив нафтохімічний метод з розміщенням виробництв мономеру поблизу піролізних майданчиків або етиленопроводів).